# 狭叶缝线海桐
狭叶缝线海桐（学名：Pittosporum perryanum var. linearifolium）为海桐花科海桐花属下的一个变种。

## 扩展阅读
- 維基物種上的相關：狭叶缝线海桐